# 尤寧鎮區 (愛荷華州謝爾比縣)
尤寧鎮區（英語：Union Township）是位於美國愛荷華州謝爾比縣的一個行政鎮區。

## 地方資料
根據2010年美國人口普查的數據，尤寧鎮區的面積為92.42平方千米，當中陸地面積為92.39平方千米，而水域面積為0.03平方千米。當地共有人口722人，而人口密度為每平方千米7.81人。